# Ruth Orkin
Ruth Orkin (Boston, 3 september 1921 - New York, 16 januari 1985) was een Amerikaans fotograaf en filmproducent.

## Opleiding en activiteiten
Ruth Orkin was de dochter van de stomme film-actrice Mary Ruby en groeide op in Hollywood in de jaren 1920 - 1930. In 1939 studeerde ze fotojournalistiek in Los Angeles City College. In hetzelfde jaar ondernam ze een fietstocht door de Verenigde Staten naar New York, om daar de wereldtentoonstelling te bezoeken.
Nadat Ruth Ruby gedurende korte tijd in de Women's Army Auxiliary Corps diende, ging ze in 1943 terug naar New York. Daar verdiende ze haar geld met het maken van babyfoto's en als fotograaf in een nachtclub voordat ze als freelance foto-journalist voor tijdschriften zoals het Life, Look en Ladies' Home Journal aan de slag ging. Orkin fotografeerde tijdens de repetities van concerten op Tanglewood beroemdheden zoals Leonard Bernstein, Isaac Stern, Aaron Copland, Jascha Heifetz en Serge Koussevitzky. In 1947 werd ze lid van de Photo League en nam ze deel aan de tentoonstelling This is the Photo League (1948-1949).

## Specialisatie
In opdracht van Life magazine reisde Orkin af naar Israël naar concerten van het Israëlisch Filharmonisch Orkest. Van daaruit ging ze naar Italië, waar ze haar beroemde foto American Girl in Italy, als onderdeel van de serie Don't Be Afraid to Travel Alone schoot. In 1952 keerde ze terug naar New York en produceerde samen met Raymond Abrashkin en Morris Engel, de film Little Fugitive. De film werd in 1953 genomineerd door de Academy Awards voor beste origineel scenario.
Van 1976 tot 1978 doceerde Ruth Orkin fotografie aan de School of Visual Arts in New York, in 1979 bij het International Center of Photography. Vanuit haar appartement bij Central Park fotografeerde ze parades, demonstraties, marathons en concerten. Deze foto's zijn gepubliceerd in het fotoboek A World Through My Window en More Pictures From My Window.